# Fritz Reuter (Schiff, 1917)
Die Fritz Reuter war ein Vorpostenboot der Kaiserlichen Marine und wurde nach dem Ende des Ersten Weltkriegs als Fischdampfer verwendet. Benannt war es nach dem mecklenburgischen Schriftsteller Fritz Reuter.

## Geschichte
Die Fritz Reuter war ein Bauauftrag der Kaiserlichen Marine vom Blücher-Typ. Sie lief im Februar 1917 bei der Schiffbau-Gesellschaft Unterweser AG in Wesermünde unter der Baunummer 147 vom Stapel und wurde am 3. April 1917 der Vorposten-Flottille der Nordsee zugeteilt, hier der (1.) Sondergruppe der Nordsee-Vorpostenflottille.(Groß, S. 61.) 
Soweit bekannt, war die Fritz Reuter das Führerboot der Sondergruppe unter dem Kommando von Leutnant zur See Heinrich Woldag, offenbar als Ersatz für das durch Minentreffer gesunkene Bismarck. Am 15. August 1917 zerstörte die Sondergruppe, bestehend aus der Fritz Reuter, der Kehdingen und der Dithmarschen das Seekabel Fanö - Calais.(Groß, S. 61.)
Am 17. November 1917 nahm sie am Seegefecht vor Helgoland teil, wurde aber nicht beschädigt, da sie sich über längere Zeit eingenebelt hatte und so der Sicht der britischen Einheiten entzogen war, während die ebenfalls dort eingesetzte Kehdingen versenkt wurde.(Groß, S. 124.) Unklar ist, ob die Sondergruppe hier geschlossen operierte.
Nach dem Ende des Weltkriegs wurde das Boot am 24. März 1919 von der privaten Fischereiwirtschaft übernommen, unter dem Fischereikennzeichen PG (= Preußisch Geestemünde) 281 für die Firma Grundmann & Gröschel in Dienst gestellt und als Fischdampfer verwendet. Einzelheiten aus ihrem Dienstbetrieb sind nicht bekannt. Am 4. Juli 1939 wurde sie zum Abbruch verkauft.

## Schwesterschiffe
Siehe Blücher (Schiff, 1913)